# Dorothy Hansine Andersen

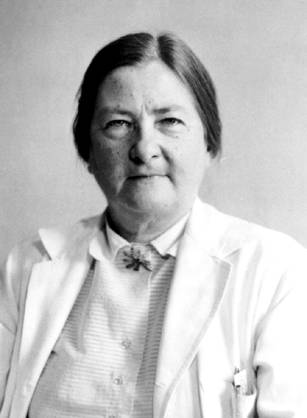
Dorothy Hansine Andersen

Dorothy Hansine Andersen (* 15. Mai 1901 in Asheville, North Carolina; † 3. März 1963 in New York City, New York) war eine US-amerikanische Kinderärztin und Pathologin.

## Leben
Dorothy Hansine Andersen war die Tochter von Hans Peter Andersen, einem dänischen Arzt von der Insel Bornholm, und seiner Frau Mary Louise Mason. Nach dem frühen Tod ihres Vaters im Jahre 1914 zog die erst 13-jährige Dorothy mit ihrer kranken Mutter nach St. Johnsbury in Vermont. Ihre Mutter starb sechs Jahre später an einem Krebsleiden. Im Jahr 1922 machte Andersen ihren Abschluss als Bachelor am Mount Holyoke College in South Hadley. Kurz darauf fing sie ihr Medizinstudium an der Johns Hopkins University School of Medicine in Baltimore an. Ihre ersten Forschungen machte sie unter Florence Rena Sabin (1871–1953), einer führenden Wissenschaftlerin der Vereinigten Staaten, später spezialisierte sie sich auf die Embryologie. Im Jahre 1926 machte sie ihren Abschluss in der Medizin und darauf ein chirurgisches Praktikum am Strong Memorial Hospital der University of Rochester in Rochester. In den frühen 1930er Jahren lehrte sie an der medizinischen Fakultät der Columbia University und seit 1935 wurde sie Pathologin am Columbia Presbyterian Medical Center. In den folgenden Jahren stellte sie umfassende Studien und Erforschungen über die Krankheit Mukoviszidose an. In den 1940er Jahren fand sie einen Diagnosetest, der es ermöglichte, eine geeignete Behandlung zu beginnen und somit eine Verlängerung der Lebensdauer der Mukoviszidose-Patienten zu erzielen. Sie war auch bekannt für ihre bahnbrechenden Forschungen in der Ernährung.
Dorothy Hansine Andersen starb am 3. März 1963 im Columbia Presbyterian Medical Center in New York City an Lungenkrebs, sie war zeitlebens eine starke Raucherin.

## Auszeichnungen
Für ihre Leistungen erhielt Andersen zahlreiche Auszeichnungen, darunter die Mead Johnson Award für Pädiatrische Forschung (1938), den Borden Award für Forschung in der Ernährung (1948), der Elizabeth Blackwell Award (1954), den Big Heart Award Variety Club of Philadelphia (1963), und die Distinguished Service Medal of Columbia Presbyterian Medical Center (1963, posthum). Sie wurde in die National Women’s Hall of Fame aufgenommen für ihren „unauslöschlichen Einfluss auf die Gesellschaft und Medizin“.